# تيري ألكوك (لاعب كرة قدم)
تيري ألكوك (بالإنجليزية: Terry Allcock)‏ (10 ديسمبر 1935 – يونيو 2024) هو لاعب كريكت ولاعب كرة قدم بريطاني في مركز الهجوم، ولد في 10 ديسمبر 1935 في ليدز في المملكة المتحدة. لعب مع بولتون واندررز ونورويتش سيتي.